# 劉傑 (景泰進士)
劉傑（1427年—？），字世英，陝西西安府高陵縣人，軍籍，明朝政治人物。進士出身。

## 生平
陝西鄉試第三十名。景泰五年（1454年）甲戌科會試第一百五十七名，殿試登進士第三甲第一百一十八名。曾任浙江湖州府、直隸永平府知府。

## 家族
曾祖劉允德。祖父劉振。父劉平。